# Aphragmus involucratus
Aphragmus involucratus là một loài thực vật có hoa trong họ Cải. Loài này được (Bunge) O.E.Schulz mô tả khoa học đầu tiên năm 1924.